# Johannes Nevala

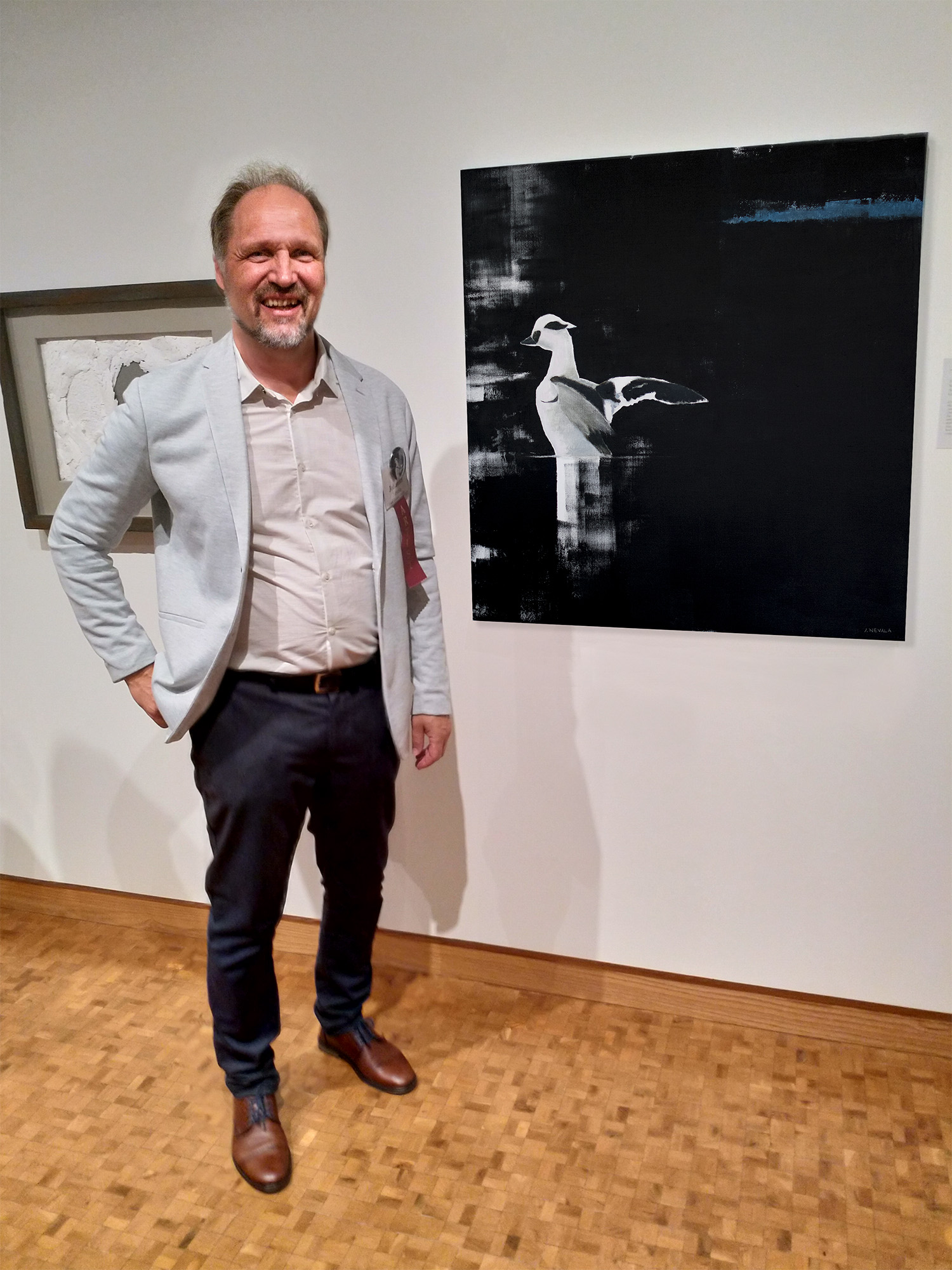
Johannes Nevala bei seinem Gemälde „the Blueline“. Leigh Yawkey Woodson Art Museum 2019

Johannes Nevala (geboren 1966 in Finnland) ist ein Künstler und Vogelmaler, der Vögel in Öl, Acryl, Aquarell und verschiedenen grafischen Techniken einfängt. Seine Kunst ist inspiriert vom nordischen Licht und von Künstlern wie von Wright, Bruno Liljefors, Gunnar Brusewitz und Lars Jonsson, die sich auf Natur und Vögel spezialisiert haben.

## Ausstellungen
Nevala debütierte im Jahr 1993 mit einer Ausstellung auf Gotland, Schweden. Mit der Ausstellung „Vögel im Licht“ im Jahr 1998 in der Galleri Ridelius in Visby präsentierte Nevala eine Werkschau, die sowohl Aquarelle als auch Ölgemälde umfasste. Diese Ausstellung wird als prägend für seine künstlerische Entwicklung angesehen. Im Laufe der Jahre nahm Nevala an mehreren internationalen Ausstellungen teil. Im Jahr 2003 wurde er einer der ersten Künstler aus den nordischen Ländern und der erste aus Finnland, der zur Ausstellung „Birds in Art“ zugelassen wurde, die vom Leigh Yawkey Woodson Art Museum organisiert wurde.
Im folgenden Jahr nahm er an der Ausstellung „IV Centuries of Birds“ teil, die von den Clarke Galleries organisiert wurde und an verschiedenen Orten wie New York City, Stowe und Palm Beach. Es folgten Ausstellungen in der Mall Galleries in London und im Kunsthuis van het Oosten in den Niederlanden. Im Jahr 2011 hatte er eine bedeutende Ausstellung im Tobaksmagasinet, dem Jakobstads Museum, in Finnland. Dies wurde von weiteren Ausstellungen in Finnland begleitet, darunter Luontotalo Arkki, Satakunnan Museum; Galleri Karaija, Inkoo und Gumbostrand konst & form, Sibbo. Im Jahr 2021 kehrte er zum 10. Mal zur Ausstellung „Birds in Art“ im Woodson Art Museum zurück mit seinem Kunstwerk „Persona“ [19].
Das Gemälde wurde für folgende Kunstveranstaltungen in den USA ausgewählt:
Newington-Cropsey Foundation, New York (2022).
Arizona-Sonora Desert Museum, Tucson, Arizona (2022).
Bozeman Art Museum, Montana (2022).
Rockport Center for the Arts, Texas (2023).